# 海尔德马尔森
海尔德马尔森（荷蘭語：Geldermalsen，讀音ⓘ）是荷兰海尔德兰省的一个旧市镇和一个镇。

## 海尔德马尔森市镇
海尔德马尔森市镇成立于1978年1月1日，在原市镇贝斯德、比尔马尔森（Buurmalsen）、代爾、海尔德马尔森的基础上合并。该市镇面积为101.73平方（39.28平方英里），是贝蒂沃地区（Betuwe）最大的市镇之一。模板錯誤：參數項只能填寫數字。，该市镇有data missing人口。
灵厄河流经海尔德马尔森。
2019年1月1日，海尔德马尔森与内赖嫩和灵厄瓦尔合并为新市镇“西贝蒂沃”（West Betuwe）。

### 人口中心
- Acquoy
- 贝斯德（英语：Beesd）
- Buurmalsen
- 代爾
- 恩斯派克
- 海尔德马尔森
- Gellicum
- Meteren
- Rhenoy
- Rumpt
- Tricht

## 海尔德马尔森镇
海尔德马尔森镇中心拥有一座可追溯至15世纪的双塔哥特式教堂，建于13世纪的罗马式塔楼内。教堂中殿的西墙包含了教堂前身12世纪罗马式建筑的凝灰岩部分。
该镇包括两座风车：建于1772年的De Watermolen和建于1848年的De Bouwing。
2015年1月1日，海尔德马尔森镇人口为10,586人。

## 人口统计
2010年，格尔德马尔森的族裔构成是：
- 荷蘭人: 91.7%
- 黑人: 0.9%
- 欧洲人: 4.5%
- 阿拉伯人: 1.4%
- 其他非西方人: 1.4%:[5]